# 中间埠双塔
36°27′55.5″N 120°13′02″E / 36.465417°N 120.21722°E
中间埠双塔，又称七级双塔、双砖塔，位于中国山东省青岛市即墨区移风店镇中间埠村，含陈处女塔（大塔）和马师傅塔（小塔），分别建于清同治、光绪年间，现为山东省文物保护单位。

## 历史
中间埠双塔相传为当地一陈姓女子与马姓信女的墓塔。据传，陈处女为中间埠村人，生于清道光二十四年（1844年），未出家剃度，无法号。其父早逝，与母兄相依为命。传说陈处女某日随母樵采，面对天空彩云念念而语，回家后“惘惘若失”，其后又有其他若干奇事。陈处女幼时许配朱某，临近嫁期，不言不食，朱家遂解除婚约，后于清同治四年（1865年）农历九月圆寂。其兄与乡邻集资，于同治五年（1866年）农历五月建墓塔于村南，以轿式坐棺葬于塔内，称为“陈处女塔”或“陈仙姑塔”。后来又于光绪十五年（1889年）在塔西侧建一墓塔，以瓮棺安葬一马姓信女，称为“马师傅塔”。有研究认为，中间埠“陈处女”传说与明末即墨马山“刘仙姑”传说极其相似，均具有儒释道三教融合的特点。
1984年5月10日（文保碑标记为1983年6月），中间埠双塔列入即墨县文物保护单位。1989年12月5日列入第四批青岛市文物保护单位。1990年代以后，先后在双塔周围建起院墙，在塔后建“仙姑庙”，形成一座塔院。2013年10月10日，中间埠双塔列入第四批山东省文物保护单位。

## 建筑特色
中间埠双塔呈东西向排列，两塔相距20至30米。大塔连同基座共9级，高约21.5米，平面八角形，周长13米，以青砖白灰筑成，塔顶以青砂石雕成。基座嵌有“大清圆寂陈处女塔铭”石碑，铭文15行，每行30字，记载陈处女生平事迹。基座以上每层出檐，第一层内为空心，设有神龛、供桌，曾塑有陈处女坐像。第二层南面嵌有篆书“乙心普渡”四字石额，左右各嵌有捐资修塔者名录石碑。自第三层以上均为筒状空心，上下相通。小塔形制与大塔基本相同，连同基座共7级，高约13米，周长8米，基座以上第二层南面嵌有篆书“法传圣山”四字石额。